# Muzikologija
Muzikologíja (starogrško μουσική: mousikē - glasba + starogrško λόγος: lógos - beseda) ali glasboslóvje je znanstvena veda, ki preučuje glasbo. Muzikologijo definiramo preko njenih metod (raziskovanje, znanstvena doslednost, preciznost ipd.) kot znanstveno vedo o glasbi ali preko njenega predmeta proučevanja kot »področje znanja, ki ima za svoj predmet raziskave glasbeno umetnost kot fiziološki, psihološki, estetski in kulturni fenomen«.

## Razvoj muzikologije kot znanosti
Že antični Grki so h glasbi pristopili na znanstven način (Pitagorejci), Platon pa je govoril o glasbi v svojem delu Država. Boetij je njihovo miselnost ohranil in glasbo vključil med 7 svobodnih umetnosti (septem artes liberales) v kvadrivij, skupaj z aritmetiko, geometrijo in astronomijo. Njegovo delo De institutione musica je imelo velik vpliv na srednjeveško glasbeno teorijo. 
Ob koncu 17. stoletja sta duh razsvetljenstva in Descartesova filozofija (racionalizem, dvom) močno vplivala na način mišljenja in v vseh vedah sprožila izpostavljanje empiričnosti, čvrstih dokazov in kritičnega mišljenja pred nekritičnim sprejemanjem mita in cerkvenih dogem. V Parizu so benediktinci pod vodstvom Jeana Mabillona in Bernarda Montfaucona osnovali latinsko in grško palaeografijo in diplomatiko. Marin Mersenne je napisal obsežno in enciklopedično Harmonie universelle (1636–7), v kateri je postavil temelje akustike. V tem času znanost o glasbi še ni obstajala, glasba je bila le eno področje, v katerega so zašli nekateri znanstveniki različnih ved. 
V 18. stoletju so znanstveniki Joseph Sauveur, Leonhard Euler in Ernst Chladni povsem znanstveno preučevali zvok in mnogo odkrili na področju akustike in fizike zvoka. Nastali sta prvi veliki knjigi o zgodovini umetne glasbe zahodnega sveta oz. evropske glasbe, ki sta jih napisala John Hawkins in Charles Burney. Glasbeni zgodovinar Johann Nikolaus Forkel je naredil pomemben korak proti samostojni znanosti o glasbi z deloma Über die Theorie der Musik, insofern sie Liebhabern und Kennern notwendig und nützlich ist (1777) in Allgemeine Geschichte der Musik (1788), v katerih je združil znanja s 5 različnih področij: fizike zvoka, matematike zvoka, glasbene slovnice, glasbene retorike in glasbene kritike. V delu Allgemeine Litteratur der Musik (1792) pa je dodal še znanja s področja zgodovine glasbe. Zelo pomemben je tudi Traktat o harmoniji Jean-Philippa Rameauja. 
V 19. stoletju se je začelo pisati tudi o evropski ljudski glasbi (ne več samo o umetni) in neevropski (predvsem indijski in kitajski) glasbi. Prvo delo, v katerem to zasledimo, je Histoire de la musique François-Josepha Fétisa. Hermann von Helmholtz in Carl Stumpf pa sta pripomogla k razumevanju psihologije poslušanja ter poskušala v duhu determinizma jasno in prepričljivo razložiti mnoga estetska dejstva, ki so se do tedaj zdela nerazložljiva. V tem času se pojavi tudi nemški izraz Musikwissenschaft (znanost oziroma znanje o glasbi), ki ga prvič zasledimo v delu Johanna Bernharda Logierja iz leta 1827 z naslovom System der Musikwissenschaft, uveljavi pa se predvsem v drugi polovici 19. stoletja. Leta 1885 začne izhajati revija Vierteljahrsschrift für Musikwissenschaft. V 1. izdaji te revije je bil objavljen slavni članek Guida Adlerja, v katerem je definiral področje, metode in cilje muzikologije (Umfang, Methode und Ziel der Musikwissenschaft), ki v osnovi veljajo še danes. Vendar je uporabljal izraz Musikologie v pomenu izraza etnomuzikologija, za muzikologijo pa je rabil izraz Musikwissenschaft. Tako izrazoslovje velja v Nemčiji še danes, medtem ko v Franciji izraz musicologie pomeni isto kot v nemščini Musikwissenschaft. Preko francoskega musicologie smo tudi mi dobili izraz muzikologija. Moderna muzikologija naj bi se začela z izdajo glasbe Johanna Sebastiana Bacha v Bach-Gesellschaft ediciji  (1851) in z delom Friedricha Chrysanderja Jahrbuch für musikalische Wissenschaft (1865).

## Veje muzikologije
Guido Adler je v svojem članku z naslovom Umfang, Methode und Ziel der Musikwissenschaft, objavljenem v Vierteljahrsschrift für Musikwissenschaft leta 1885, muzikologijo razdelil na 2 osnovni veji: zgodovinsko oz. historično muzikologijo in sistematično muzikologijo.

#### Historična muzikologija
Historična muzikologija proučuje zgodovino glasbe, razvrščeno po dobah, ljudstvih, narodih, državah, deželah, pokrajinah, mestih, šolah in posameznih umetnikih. Obsega:
1. Glasbeno paleografijo, ki proučuje različne notacije, ki so se pojavile skozi čas oz. razvoj notacije skozi čas
2. Osnovne zgodovinske kategorije, kot je proučevanje glasbenih oblik, spreminjanje njihovih značilnosti in pomena skozi čas
3. Zakone, ki veljajo za skladbe v posameznih obdobjih; ki so jih določili in zagovarjali teoretiki ter tiste, ki veljajo v praksi (pri izvedbi skladb)

4.  Glasbene inštrumente (glasbila): opis, pomen, spreminjanje posameznih glasbil skozi čas
Pomožne vede za to vejo muzikologije so: zgodovina, palaeografija, kronologija, diplomatika, bibliografija,bibliotekarstvo in arhivistika, literarna zgodovina in jezikoslovje, zgodovina liturgije in plesa, biografija

#### Sistematična muzikologija
Sistematična muzikologija proučuje osnovne prvine glasbe in osnovne zakone, ki veljajo v glasbi (zvoku) na splošno, torej za vse zvrsti glasbe in skozi vsa obdobja. Ukvarja se s temeljnimi vprašanji, ki niso zgodovinska. Obsega:
1. Odkrivanje in potrjevanje teh zakonov v harmoniji (tonalni zakoni - za tone), ritmu (časovni zakoni) in melodiji (povezava tonalnega in časovnega)

2.  Estetiko in psihologijo glasbe
3.  Glasbeno izobraževanje: poučevanje glasbe na splošno, harmonije, kontrapunkta, kompozicije, orkestracije, vokalne in inštrumentalne izvedbe
4.  Etnomuzikologijo
Pomožne vede za to vejo muzikologije so: akustika, matematika, fiziologija, psihologija, logika, slovnica,metrika in poetika, estetika

## Muzikologija na Slovenskem
Na Slovenskem se je muzikologija kot znanost začela razmeroma pozno. Medtem ko je drugje po Evropi že bila univerzitetni predmet študija, v Sloveniji leta 1919 osnovana slovenska univerza v ljubljani ni odprla katedre za muzikologijo. Glasbena zgodovina je tako ostala zgolj predmet na konservatoriju, kjer je leta 1920 dr. Josip Mantuani začel predavati na nov način, ki je temeljil na izvirnem znanstvenem proučevanju. Po drugi svetovni vojni je prišlo je do spoznanja, da tako glasbena zgodovina kot muzikologija spadata med nacionalne znanosti. Na Akademiji za glasbo je bil leta 1945 organiziran znanstveni oddelek s skupinami za glasbeno zgodovino, pedagogiko in narodopisje, leta 1949 pa se je preosnoval v Oddelek za glasbeno zgodovino.
Glasbena akademija kot umetniška učna ustanova se je izkazala preozka za znanstveno delo, zato je bil 1962 ustanovljen Oddelek za muzikologijo na Filozofski fakulteti v Ljubljani. Za njegovega prvega predstojnika in rednega profesorja je bil povabljen dr. Dragotin Cvetko, po čigar načrtnem in zelo vztrajnem prizadevanju je do ustanovitve tudi prišlo. Z znanstvenim delom si je dotlej že pridobil mednarodni ugled in je opravil pionirsko delo pri ustvarjanju temeljne literature iz slovenske glasbene zgodovine. Napisal je tri zajetne zvezke z naslovom Zgodovina glasbene umetnosti na Slovenskem (1958-60), prvo slovensko delo te vrste. Novo ustanovljeni oddelek se je osredotočil na področje glasbene zgodovine, ob njej pa je skušal kolikor mogoče upoštevati druge muzikološke discipline. Ustrezna prisotnost pedagoških in praktičnih glasbenih disciplin v študijskem programu je usposabljala tudi za pedagoško delo. Sprva izključno dvopredmetnemu študiju se je leta 1967 pridružil enopredmetni, torej študij čiste muzikologije. 
Od leta 1965 Oddelek za muzikologijo redno izdaja Muzikološki zbornik, katerega cilj je s povezovanjem slovenskih in tujih raziskovalcev posredovati znanstvene rezultate strokovni javnosti. Izdatno je pripomogel k uveljavitvi slovenske muzikologije 10. kongres Mednarodnega muzikološkega društva od 3. do 8. septembra 1967 na Filozofski fakulteti v Ljubljani s 600 strokovnji iz 32 držav. Ker je bil to prvi kongres Mednarodnega muzikološkega društva na slovanskih tleh, je razumljivo, da so v njem prispevali večji in tehtnejši delež kot kadarkoli poprej tudi muzikologi iz slovanskih dežel. Programska komisija je dodelila obsežno mesto v svetu premalo upoštevani slovanski glasbeni zgodovini, ki je bila predstavljena po obdobjih od srednjega veka do novejšega časa. 
1972 je bil zasnovan in leta 1980 ustanovljen Muzikološki inštitut ZRC SAZU. Temeljna dejavnost inštituta so raziskave glasbene dediščine Slovenije od srednjega veka dalje. V okviru zbirke Monumenta artis musicae Sloveniae inštitut pripravlja znanstvenokritične izdaje glasbenih del domačih in na Slovenskem delujočih avtorjev starejših obdobij ter skrbi za izobraževanje mladih raziskovalcev na področju zgodovine starejše glasbene umetnosti z organizacijo znanstvenih srečanj, izobraževalnimi razstavami, koncerti in muzikološkimi simpoziji. 
Povezovalno funkcijo med obema ustanovama, Oddelkom za muzikologijo in Muzikološkim inštitutom, ima od leta 1992 naprej Slovensko muzikološko društvo, ki ima sedež na Oddelku za muzikologijo. Občasno prireja predavanja, predstavlja nova podiplomska dela in doktorate in izdaja Bilten in zbirko Varia musicologica. Slovensko muzikološko društvo od leta 2004 bienalno podeljuje Mantuanijevo nagrado  za življenjsko delo in Mantuanijevo priznanje za enkratne dosežke na področju muzikologije.